# چیمابوئه

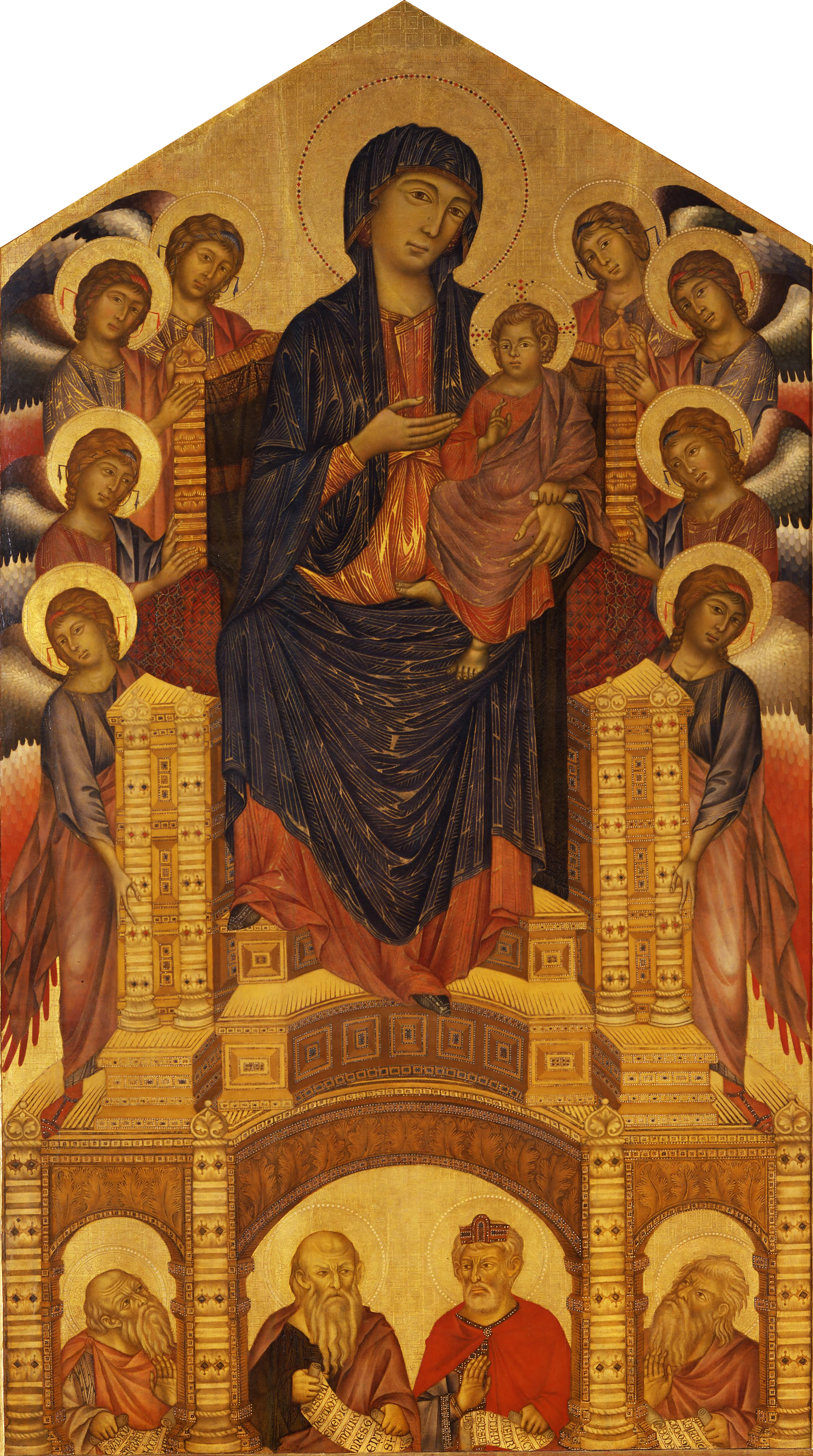

چیمابوئه (ایتالیایی: Cimabue؛ زاده ۱۲۴۰ میلادی - درگذشته ۱۳۰۲ میلادی) یک نقاش ایتالیایی سدهٔ ۱۳ میلادی و یکی از هنرمندان نامدار پیشا-رنسانس بود. 
چیمابوئه اهل فلورانس بود. وی خالق موزائیک شناخته می‌شود.
در سال ۲۰۱۹ میلادی، اثری از چیمابوئه به نام استهزای مسیح به قیمت ۲۶ میلیون و ۸۰۰ هزار دلار فروخته شد. این تابلو عیسی را پیش از مصلوب شدن و در بین جمعیتی نشان می‌دهد که در حال مسخره کردن و آزار او هستند.

## نگارخانه

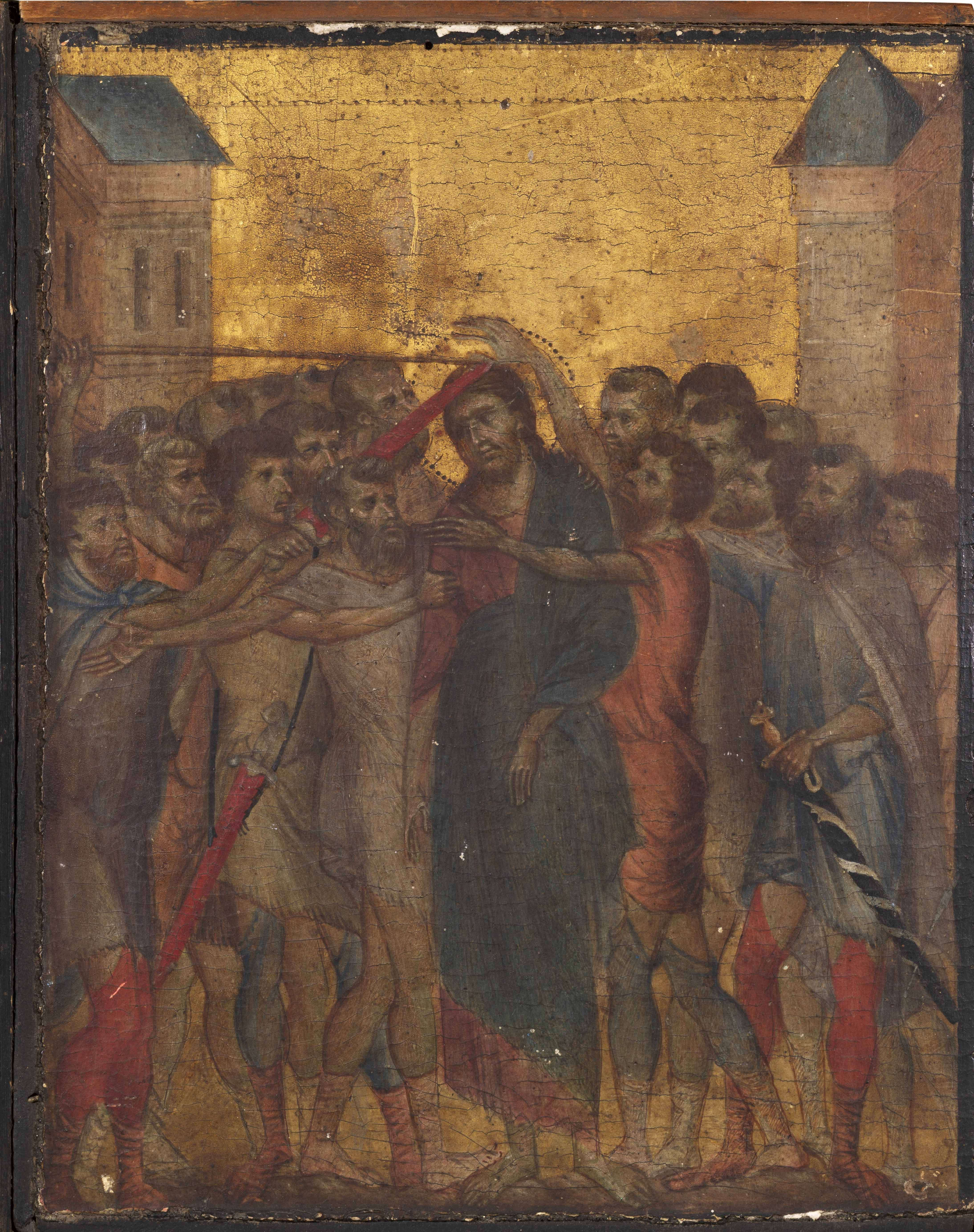
استهزای مسیح
Virgin Enthroned with Angels
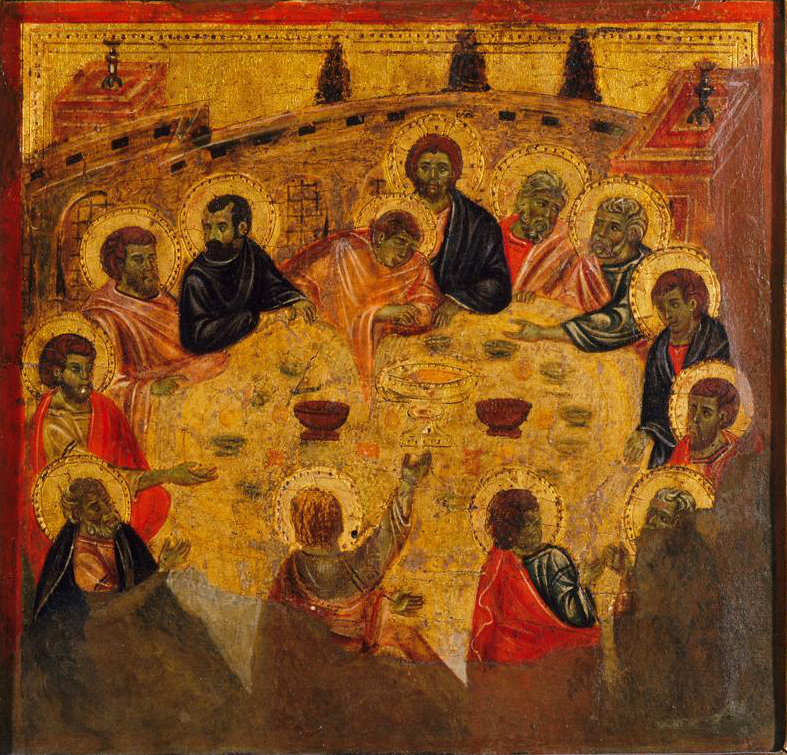
The Last supper
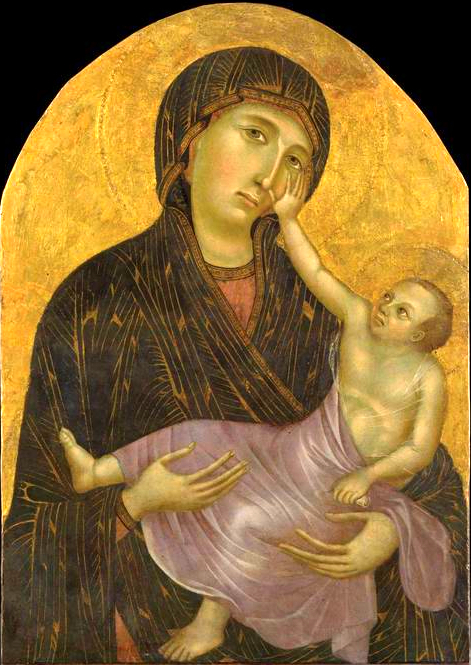
Madonna di Castelfiorentino, دهه ۱۲۸۰
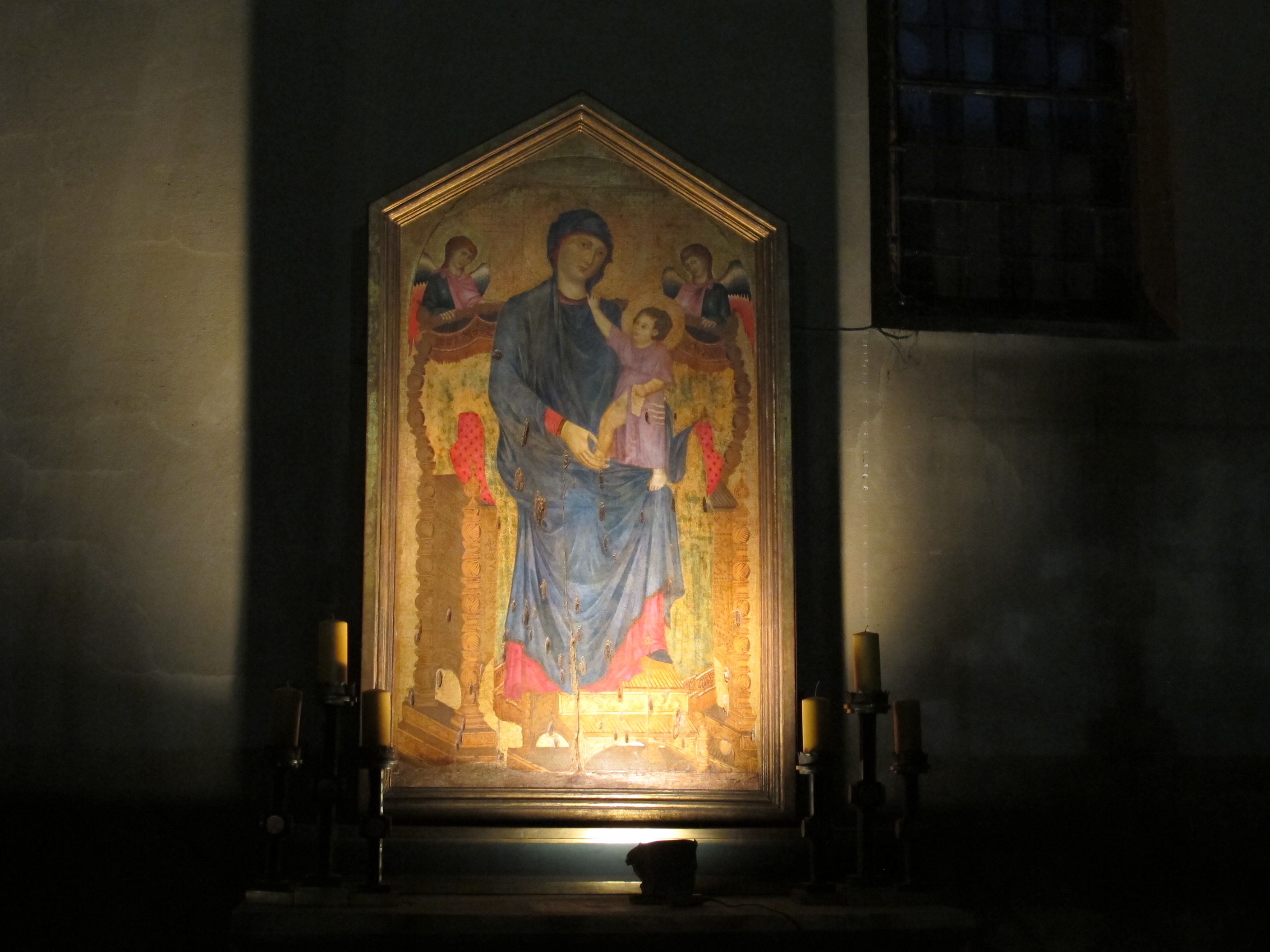
Maestà, Santa Maria dei Servi
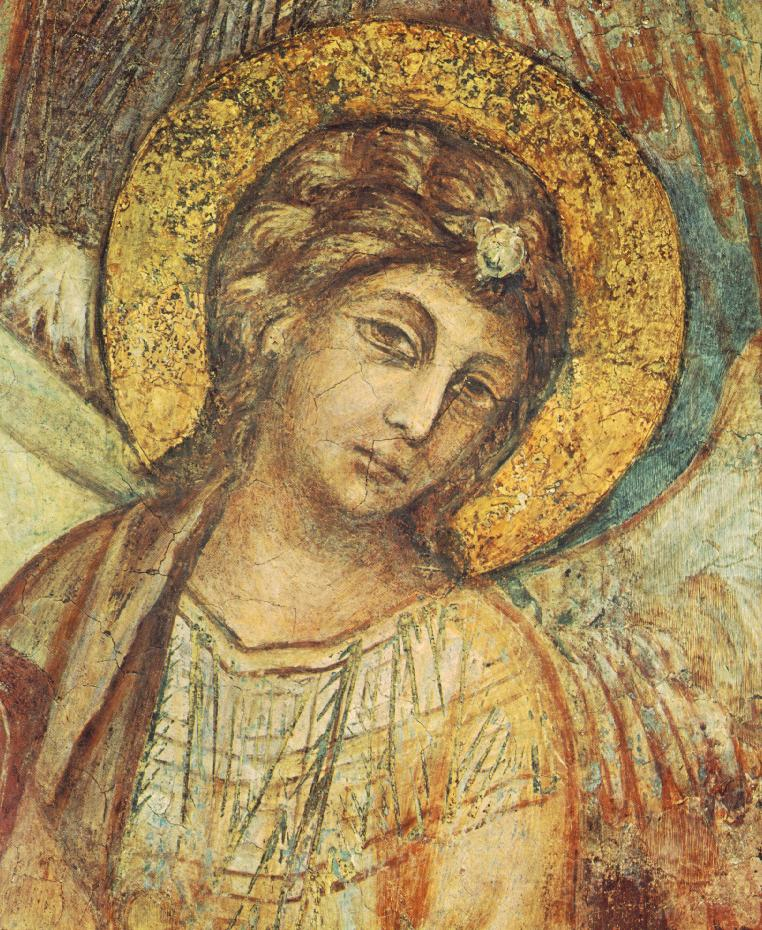
Madonna Enthroned with the Child, St Francis and four Angels (detail)
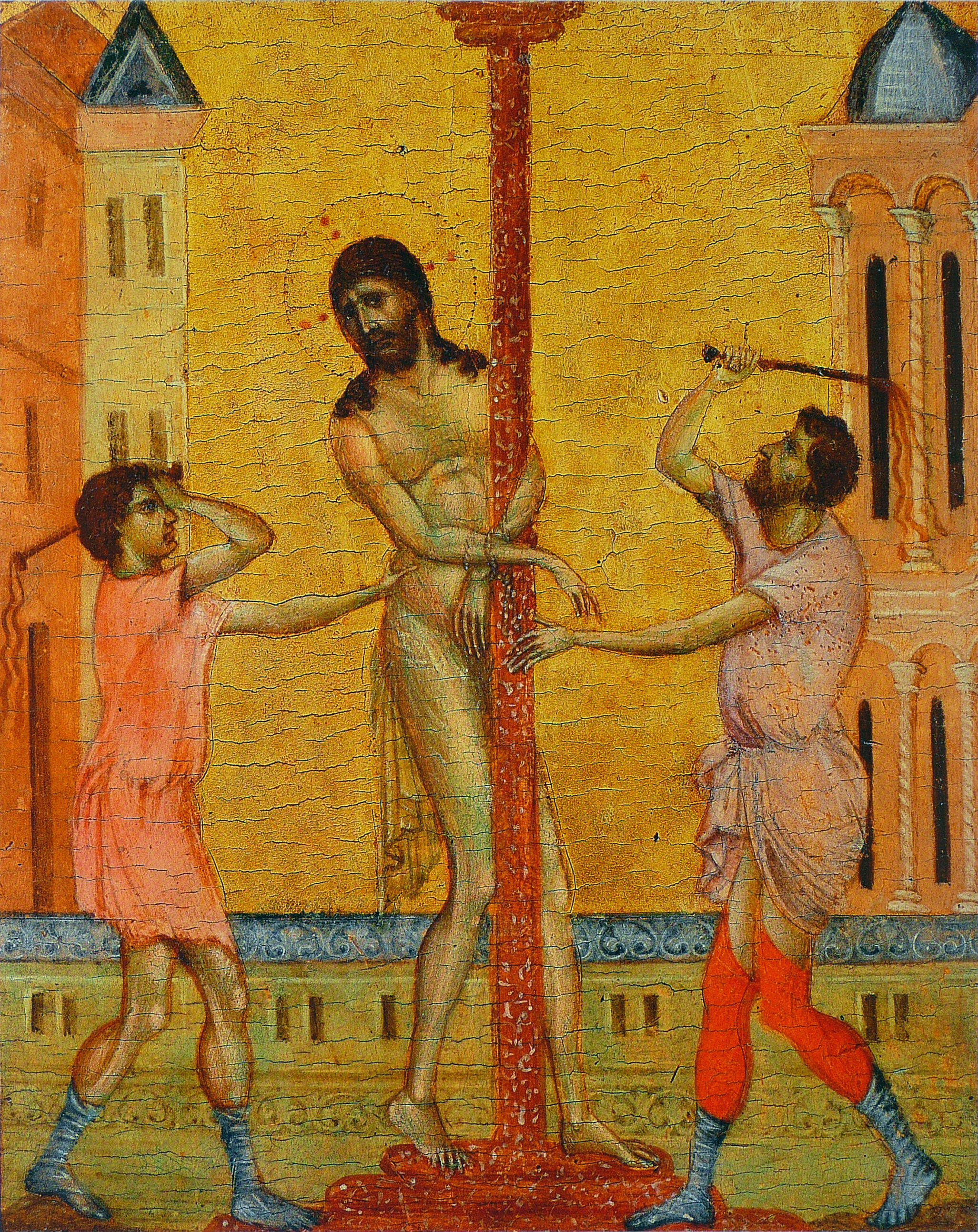
Flagellation
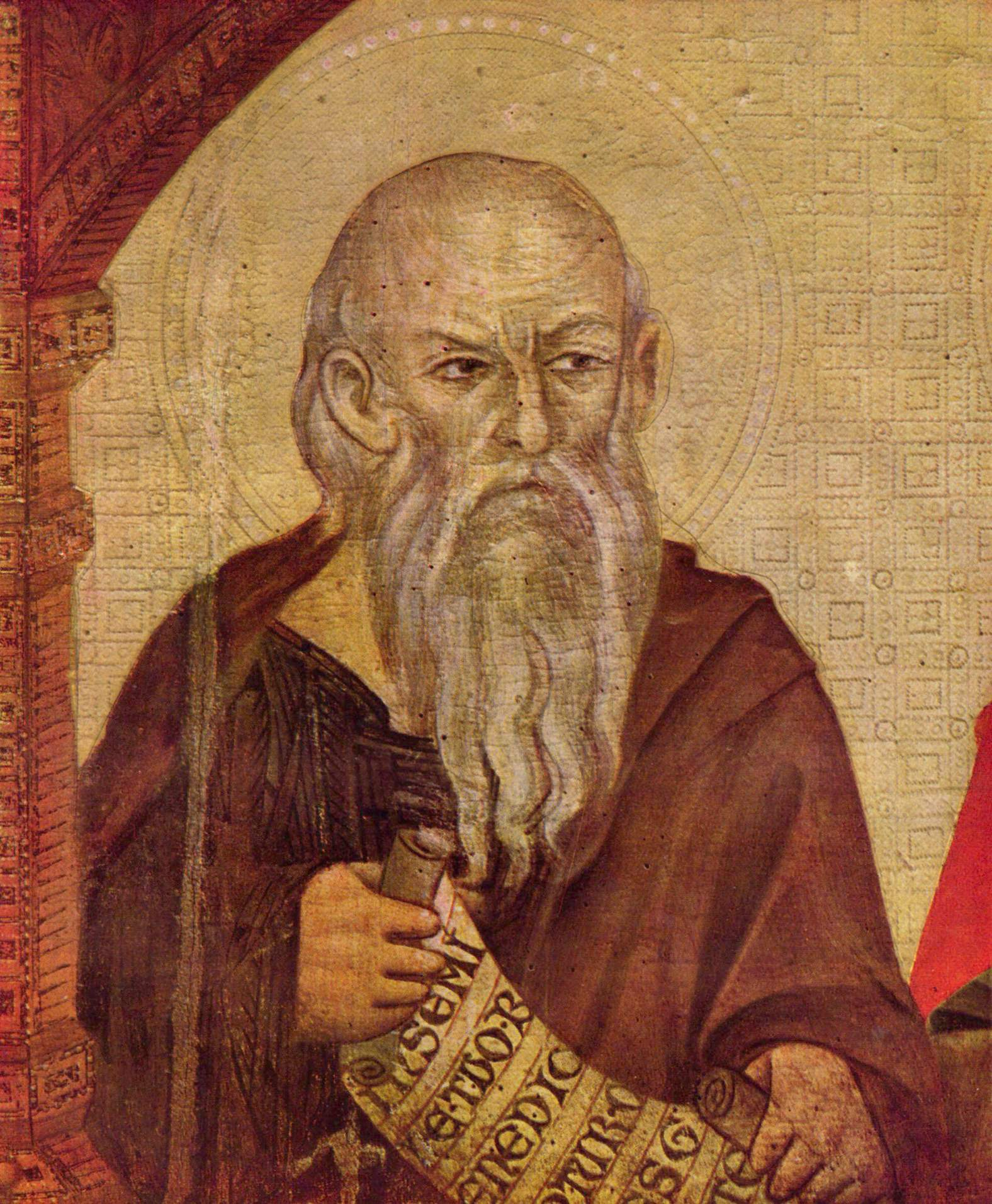
Maestà of Santa Trinita, (detail) Prophet
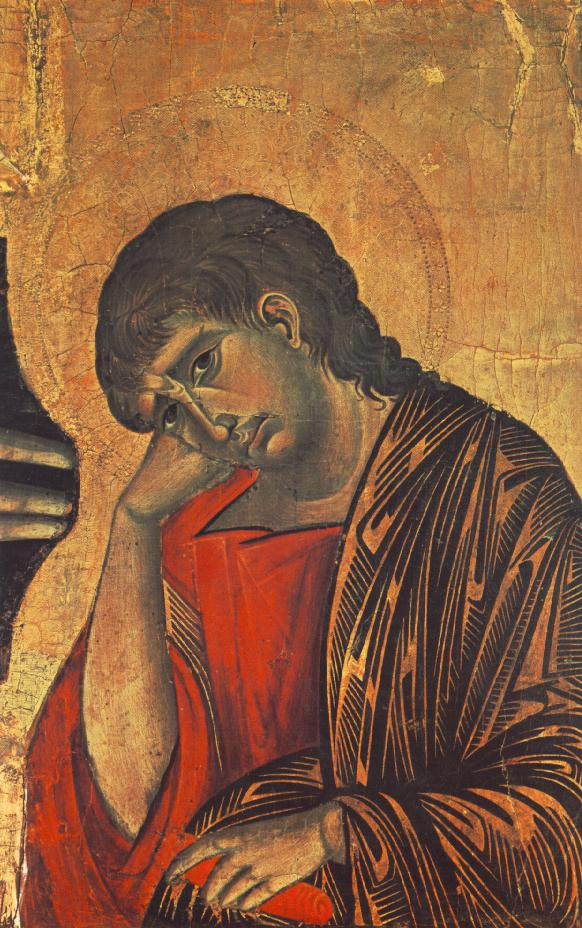
'Apostle John, Crucifix (detail)